# Кордики
Кордики (слч. Kordíky) насељено је мјесто са административним статусом сеоске општине (слч. obec) у округу Банска Бистрица, у Банскобистричком крају, Словачка Република.

## Становништво
| Година:    | 1994. | 2004.    | 2014.    | 2024.    |
| ---------- | ----- | -------- | -------- | -------- |
| Број људи: | 201   | 281      | 411      | 492      |
| Разлика:   |       | +39,80 % | +46,26 % | +19,70 % |

| Година:    | 2023. | 2024.   |
| ---------- | ----- | ------- |
| Број људи: | 485   | 492     |
| Разлика:   |       | +1,44 % |

Према подацима о броју становника из 2011. године насеље је имало 368 становника.